# けやきウォーク前橋

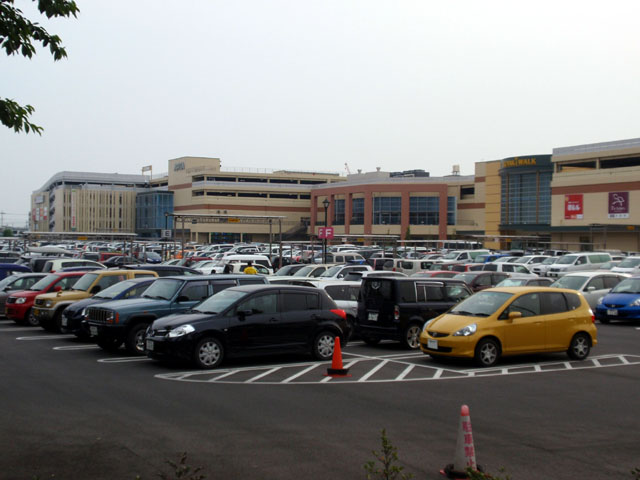
けやきウォーク前橋（東側から）

けやきウォーク前橋（けやきウォークまえばし）は、群馬県前橋市文京町に所在するユニー株式会社が管理・運営するモール型ショッピングセンター（ウォーク）である。

## 概要
2007年（平成19年）3月、旧ダイハツ車体（現：ダイハツ九州）本社工場跡にユニーのモール型SC「ウォーク」1号店として開店する。
名称は、前橋市の木である「ケヤキ」に由来し、敷地外周にはケヤキ並木がある。また、「毎日つながる、しあわせ」をSCのコンセプトとしている。
2008年には、敷地北東部の駐車場部分に地上3階建て、営業面積約6,000m2の店舗を増床して大型専門店などを誘致する計画であったがこの計画は白紙になり、新たに敷地南東部の駐車場用地部分に別棟を増床（6300m2）する計画が2011年2月に明らかにされた。のちにケーズデンキが誘致され、当初の予定から遅れたが、2012年5月に開店している。2017年4月には、まえばしCITYエフエムのサテライトスタジオ開設。

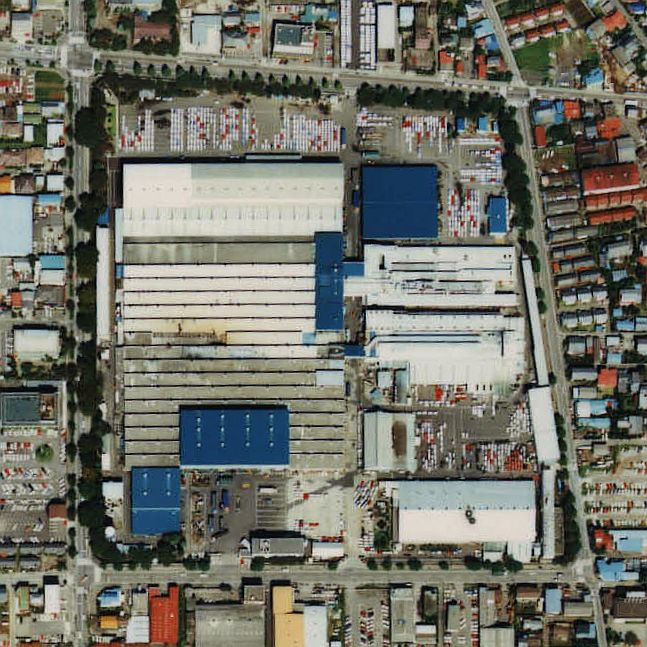
かつて操業していたダイハツ車体本社工場

## 核店舗・主な専門店
核店舗であるユニー直営の「アピタ前橋店」のほか、約150店の専門店テナントが出店している。専門店モール部分は10のセグメントで構成される。
専門店テナント全店の一覧・詳細は公式サイト「ショップを探す」を、営業時間は公式サイト「店舗設備のご案内」を、ATMを設置する金融機関の詳細と稼働時間はアピタ前橋店公式サイト「店舗基本情報」を、アピタおよび専門店（一部を除く）で利用できる電子マネーについてはユニー公式サイト「電子マネーご利用の案内」を参照。なお、★印は群馬県初出店店舗を示す。
- 2013年3月22日から翌月19日にかけて、テナントの総入れ替えが行われている。最新情報は右記リンク先を参照されたい。

### アピタ前橋店
1階は食料品ゾーン、ヘルス&ビューティケアゾーン、ホームファッション・グッズ&専門ショップゾーンで構成され、2階はレディス&メンズファッションゾーン、キッズ&ファミリーゾーンで構成されている。アピタ部分の専門店としては1階にペッツビレッジ、2階にハローズガーデン（アミューズメント）、スタジオマリオが出店している。

### 1階専門店

#### タイムレスコート
- 紀伊國屋書店★ - 店舗面積3,200m2、DVD・CD売場「フォレスト」を併設する。
- two-five★

#### ライフスタイルガーデン
- 無印良品
- マツモトキヨシ
- リヴァンス / カラコ★（リビング雑貨）

#### ファミリー&レディスファッションウォーク
- 212キッチンストア（キッチン雑貨）
- GLOBAL WORK
- REGAL SHOES naturalizer★
- HUSHUSH
- ジュエリーマキ
- Green Parks fuuwa★
- Milluflora
- E hyphen world gallery（イーハイフンワールドギャラリーPD）
- INCENSE★
- ORBENE★
- JINS
- BUONA GIORNATA（ボナ・ジョルナータ）

#### けやきアレー
開業時点では飲食店16店舗で構成されていたが、2012年時点では飲食店12店舗とABC Cooking Studioとの構成となっている。

#### ホーム彩'S（サイズ）スイーツ&デリ
- GRANO GRANO（グラーノ グラーノ）★
- 上州御国菓子 清月堂
- 老舗 三俣せんべい
- 水本園（日本茶）
- カルディコーヒーファーム
- 軽井沢ファーマーズギフト★

#### ライフサポート（1）（2）
（1）はアピタ前橋店化粧品売場に隣接し、眼科・歯科診療所と整骨院、エステティックサロンから構成される。
（2）はモール中央出入口とホーム彩'Sスイーツ&デリの間に店舗を配置している。NTTドコモ・au・ソフトバンクの携帯電話ショップ、JTB関東が運営するJTBトラベランド、金券ショップ、損害保険ジャパン運営の「やさしい保険ショップ」、UCS保険サービスショップなどで構成される。

#### セグメント外
- カメラのキタムラ（アピタ東出入口横）[7]
- ATMコーナー（アピタ東出入口横）[7]
- Proactiv Solution（モール西出入口横）[7]

### 別棟
- ケーズデンキ - 2012年5月17日開業[8]。

### 2階専門店

#### エンターテインメントスクエア
- ローソン・ユナイテッドシネマ前橋 - 9スクリーン、2,056席を有するシネマコンプレックス[1]
- NAMCO LAND

#### レディスファッションストリート
- Racute（ラキュート）★
- FOREST HEART★
- S.I2.C.（エス・アイ・ツー・シー）★

#### デイリーライフ&ファッションウォーク
- Li Meduo（リ・メディオ）★
- JINNEE
- field dream★
- semanticdesign
- SHAZBOT（シャズボット）★
- Right-on
- THE SHOP TK TAKEO KIKUCHI / TK SAPKID
- Eddie Bauer★
- ABC-MART
- THE SUIT COMPANY★
- Jeunne MOLIE (ジュンヌモリエ) ★
- さが美

#### フェスティブコート
屋内700席、テラス100席を有するフードコート。飲食店14店舗と駄菓子・雑貨販売の「ふうりん堂」で構成される。

#### ライフサポート（3）
レディスファッションストリートとユナイテッド・シネマ前橋の間に幼児教室・子ども向けの英会話教室・託児所・15分間カット店と、多目的ホール「けやきホール」がある。また、フェスティブコート北側はカルチャーセンターとなっている。

## 交通

### 公共交通機関
- 東日本旅客鉄道（JR東日本）両毛線前橋駅から徒歩約8分。前橋駅・上毛電気鉄道上毛線中央前橋駅などから関越交通・日本中央バスによる直通路線バスが運行されている。詳細は公式サイト「交通アクセス」を参照。

### 自動車
- 群馬県道2号前橋館林線沿い、関越自動車道前橋インターチェンジから約5km、北関東自動車道駒形インターチェンジまたは前橋南インターチェンジから約7km。

### 他のウォーク
- ウォークモール : 他のウォークモールについては当該項目を参照。

### 周辺のショッピングセンター
- パワーモール前橋みなみ（前橋市新堀町）
- イオンモール高崎（高崎市棟高町）